# Parabrotulidae
Las falsas brótulas son la familia Parabrotulidae de peces marinos incluida en el orden Ophidiiformes, distribuidos de forma dispersa por algunas partes del océano Atlántico, Índico y Pacífico. Su nombre procede del griego para (similar) y del latín brotula (brote, botón).
Con el cuerpo desnudo sin escamas anguiliforme, boca pequeña con mandíbula inferior sobresaliendo, aletas dorsal y anal confluentes con la aleta caudal; sin poros sensoriales en la cabeza; aletas pélvicas ausentes; aleta pectoral pequeña; longitud máxima de unos 6 cm.

## Géneros y especies
Existen solamente tres especies en dos género:
- Género Leucobrotula Koefoed, 1952
  - Leucobrotula adipata Koefoed, 1952
- Género Parabrotula Zugmayer, 1911
  - Parabrotula plagiophthalma Zugmayer, 1911
  - Parabrotula tanseimaru Miya y Nielsen, 1991